# Долгодеревенське
Долгодеревенське (рос. Долгодеревенское) — село та районний центр у Сосновському районі Челябінської області Російської Федерації.
Входить до складу муніципального утворення Долгодеревенське сільське поселення. Населення становить 7700 осіб (2010).

## Історія
Від січня 1924 року належить до Сосновського району Челябінської області (спочатку Челябінського району).
Згідно із законом від 9 липня 2004 року органом місцевого самоврядування є Долгодеревенське сільське поселення.

## Населення
| 1959  | 1970  | 1979  | 1983  | 1989  | 1997  | 2002  |
| ----- | ----- | ----- | ----- | ----- | ----- | ----- |
| 2497  | ↗3584 | ↗4867 | ↗5415 | ↗6143 | ↗6297 | ↗7027 |
| 2009  | 2010  |       |       |       |       |       |
| ↗7989 | ↘7700 |       |       |       |       |       |